# Bryce Davison
Bryce Davison (Walnut Creek, Califórnia, 29 de janeiro de 1986) é um ex-patinador artístico canadense-americano. Ele conquistou com Jessica Dubé uma medalha de bronze em campeonatos mundiais, uma medalha de prata no Campeonato dos Quatro Continentes e foi três vezes campeão do campeonato nacional canadense. Dubé e Davison disputaram os Jogos Olímpicos de Inverno de 2006 e 2010 onde terminaram na décima e sexta posição, respectivamente.

## Acidente
Em fevereiro de 2007, durante o Campeonato dos Quatro Continentes de 2007 a lâmina do patins de Davison cortou violentamente o rosto de Dubé. Como resultado Dubé teve 80 pontos no rosto.

## Principais resultados

### Duplas

#### Com Jessica Dubé
| Jogos Olímpicos                                                                                                 |                  |                  | 10.º             |                 |                   |                   | 6.º               |  |  |  |  |  |
| Campeonato Mundial                                                                                              |                  |                  | 7.º              | 7.º             | Medalha de bronze | 7.º               | 6.º               |  |  |  |  |  |
| Camp. dos Quatro Continentes                                                                                    |                  |                  |                  | WD              |                   | Medalha de prata  |                   |  |  |  |  |  |
| GP Grand Prix Final                                                                                             |                  |                  |                  |                 | 4.º               |                   |                   |  |  |  |  |  |
| GP Cup of China                                                                                                 |                  |                  | 4.º              |                 |                   |                   |                   |  |  |  |  |  |
| GP NHK Trophy                                                                                                   |                  |                  |                  |                 | Medalha de bronze | Medalha de bronze |                   |  |  |  |  |  |
| GP Skate America                                                                                                |                  |                  | 6.º              |                 | Medalha de ouro   |                   |                   |  |  |  |  |  |
| GP Skate Canada International                                                                                   |                  |                  |                  |                 | Medalha de prata  | Medalha de prata  | Medalha de bronze |  |  |  |  |  |
| GP Trophée Éric Bompard                                                                                         |                  |                  |                  |                 |                   |                   | Medalha de prata  |  |  |  |  |  |
| Internacional – Júnior                                                                                          |                  |                  |                  |                 |                   |                   |                   |  |  |  |  |  |
| Campeonato Mundial Júnior                                                                                       | Medalha de prata | Medalha de prata |                  |                 |                   |                   |                   |  |  |  |  |  |
| JGP Grand Prix Júnior Final                                                                                     | Medalha de ouro  | WD               |                  |                 |                   |                   |                   |  |  |  |  |  |
| JGP JGP China                                                                                                   |                  | Medalha de prata |                  |                 |                   |                   |                   |  |  |  |  |  |
| JGP JGP Estados Unidos                                                                                          |                  | Medalha de ouro  |                  |                 |                   |                   |                   |  |  |  |  |  |
| JGP JGP Japão                                                                                                   | Medalha de ouro  |                  |                  |                 |                   |                   |                   |  |  |  |  |  |
| JGP JGP México                                                                                                  | Medalha de ouro  |                  |                  |                 |                   |                   |                   |  |  |  |  |  |
| Nacional |                  |                  |                  |                 |                   |                   |                   |  |  |  |  |  |
| Campeonato Canadense                                                                                            |                  | WD               | Medalha de prata | Medalha de ouro | Medalha de prata  | Medalha de ouro   | Medalha de ouro   |  |  |  |  |  |
| Campeonato Canadense – Júnior                                                                                   | Medalha de ouro  |                  |                  |                 |                   |                   |                   |  |  |  |  |  |
| Equipes |                  |                  |                  |                 |                   |                   |                   |  |  |  |  |  |
| Troféu Mundial por Equipes                                                                                      |                  |                  |                  |                 |                   | 2T/3P             |                   |  |  |  |  |  |
| |                  |                  |                  |                 |                   |                   |                   |  |  |  |  |  |
| Legenda: GP = Grand Prix; JGP = Grand Prix Júnior; WD = Abandonou; Competição não foi disputada nesta temporada |                  |                  |                  |                 |                   |                   |                   |  |  |  |  |  |

#### Com Claire Daugulis
| Resultados                       | Resultados             | Resultados             | Resultados             | Resultados             | Resultados             | Resultados             | Resultados             | Resultados             | Resultados             | Resultados             | Resultados             | Resultados             |
| Internacional – Júnior           | Internacional – Júnior | Internacional – Júnior | Internacional – Júnior | Internacional – Júnior | Internacional – Júnior | Internacional – Júnior | Internacional – Júnior | Internacional – Júnior | Internacional – Júnior | Internacional – Júnior | Internacional – Júnior | Internacional – Júnior |
| Evento/Temporada                 | 2001– 2002             | 2002– 2003             |                        |                        |                        |                        |                        |                        |                        |                        |                        |                        |
| -------------------------------- | ---------------------- | ---------------------- | ---------------------- | ---------------------- | ---------------------- | ---------------------- | ---------------------- | ---------------------- | ---------------------- | ---------------------- | ---------------------- | ---------------------- |
| JGP JGP Estados Unidos           |                        | 5.º                    |                        |                        |                        |                        |                        |                        |                        |                        |                        |                        |
| Nacional                         |                        |                        |                        |                        |                        |                        |                        |                        |                        |                        |                        |                        |
| Campeonato Canadense – Júnior    |                        | 7.º                    |                        |                        |                        |                        |                        |                        |                        |                        |                        |                        |
| Campeonato Canadense – Noviço    | 5.º                    |                        |                        |                        |                        |                        |                        |                        |                        |                        |                        |                        |
|                                  |                        |                        |                        |                        |                        |                        |                        |                        |                        |                        |                        |                        |
| Legenda: JGP = Grand Prix Júnior |                        |                        |                        |                        |                        |                        |                        |                        |                        |                        |                        |                        |

### Individual masculino
| Resultados                       | Resultados | Resultados        | Resultados | Resultados | Resultados | Resultados | Resultados | Resultados | Resultados | Resultados | Resultados | Resultados |
| Nacional                         | Nacional   | Nacional          | Nacional   | Nacional   | Nacional   | Nacional   | Nacional   | Nacional   | Nacional   | Nacional   | Nacional   | Nacional   |
| Evento/Temporada                 | 2001– 2002 | 2002– 2003        | 2003– 2004 | 2004– 2005 | 2005– 2006 | 2006– 2007 |            |            |            |            |            |            |
| -------------------------------- | ---------- | ----------------- | ---------- | ---------- | ---------- | ---------- | ---------- | ---------- | ---------- | ---------- | ---------- | ---------- |
| Campeonato Canadense             |            |                   |            |            | 15.º       | 15.º       |            |            |            |            |            |            |
| Campeonato Canadense – Júnior    |            |                   | 10.º       | 6.º        |            |            |            |            |            |            |            |            |
| Campeonato Canadense – Noviço    | 14.º       | Medalha de bronze |            |            |            |            |            |            |            |            |            |            |
|                                  |            |                   |            |            |            |            |            |            |            |            |            |            |
| Legenda: JGP = Grand Prix Júnior |            |                   |            |            |            |            |            |            |            |            |            |            |